# Pasajul Unirii
El pasajul Unirii a Bucarest és un pas subterrani per carretera amb una longitud de 900 metres, dels quals 600 metres són coberts, la qual cosa permet el pas dels vehicles per sota de la plaça Unirii. Ocupa els 4 carrils centrals, dos carrils en cada sentit, del bulevard ICBrătianu, i surt més enllà de la vora sud de la plaça Unirii als quatre carrils centrals del bulevard Dimitrie Cantemir.
El 6 de juny de 1987, els diaris de l'època anunciaven un nou assoliment del socialisme: la inauguració del passatge de la plaça Unirii, només 34 dies després de l'inici de les obres. Més enllà de la propaganda específica del període, l'obra es va completar en un temps rècord, tot i que les operacions preparatòries per a la construcció real havien començat diversos mesos abans, de manera que tota l'obra va durar 6 mesos.
El 29 de juny de 2009, el Passatge de la Unió es va renovar per un període aproximat de quatre mesos. La renovació del passatge va comportar intervencions per millorar l'estabilitat de l'estructura, així com millores segons les normes europees. Durant aquest temps, el trànsit era de sentit únic durant el dia i a la nit el pas estava tancat al trànsit públic. El pas es va tornar a obrir a la circulació el 14 de setembre de 2009, abans de la data límit del contracte.